# AJ Paterson
Pour les articles homonymes, voir Paterson.
AJ Paterson, né le 31 janvier 1996 à Key Largo en Floride, est un footballeur international grenadien. Il joue au poste de latéral gauche avec le Battery de Charleston en USL Championship.

## Biographie

### En club
Après quatre saisons en NCAA avec l'Université d'État Wright, Paterson est repêché en 42e position par le New York City FC lors du repêchage universitaire de la MLS 2018 mais il ne parvient pas à obtenir un contrat avec ce club.
Lors de la préparation de la saison 2019 de USL Championship, Paterson signe avec le Battery de Charleston. Avec cette équipe, il inscrit quatre buts en deuxième division nord-américaine, lors de l'année 2019.

### En équipe nationale
Il reçoit sa première sélection en équipe de Grenade le 12 octobre 2018, contre Cuba (défaite 0-2). Le 16 novembre de la même année, il inscrit ses deux premiers buts en équipe nationale, contre Saint-Martin (victoire 5-2).
Le 24 mars 2019, il marque son troisième but, face à Porto Rico (victoire 0-2). Par la suite, le 8 septembre de la même année, il inscrit son quatrième but, contre le Belize (victoire 1-2).